# Goldburger
Der Goldburger ist eine Weißweinsorte. Sie ist eine Neuzüchtung der Höheren Bundeslehranstalt und Bundesamt für Wein- und Obstbau in Klosterneuburg (Österreich) aus Welschriesling und Orangetraube. Die Kreuzung erfolgte 1922 durch Friedrich Zweigelt.

## Abstammung
Kreuzung von Welschriesling × Orangetraube

## Ampelografische Sortenmerkmale
- Die Triebspitze ist spinnwebig behaart. Die hellgrünen Jungblätter schimmern leicht bronzefarben.
- Der Triebwuchs ist mittelstark mit hängenden Trieben.
- Die mittelgroßen Blätter sind meist fünflappig und stark gebuchtet und ähneln denen des Welschriesling. Die Stielbucht ist U-förmig offen und meist mit einer nackten Stielbucht versehen. Der Blattrand ist spitz gesägt.
- Die walzenförmige Traube ist mittelgroß, geschultert, dichtbeerig und besitzen häufig eine Beitraube. Die rundlichen  Beeren sind klein und von goldgelber Farbe. Die Beeren sind sehr saftig und die Beerenhaut ist gelb punktiert.

Reife: mittelspät

## Eigenschaften
Die Sorte stellt an Lage und Standort keine besonderen Ansprüche, zeichnet sich aber durch gute Pilzresistenz aus. Sie wird vorwiegend dort eingesetzt, wo der Welschriesling nicht mehr zur vollen Reife kommt. Die Sorte ist winter- und spätfrostempfindlich.

## Verbreitung
Die Rebe wird nur in Österreich angebaut. Die Rebfläche ist abnehmend. Im Jahr 2009 waren noch ca. 150 ha mit dieser Sorte bestockt, 2015 nur mehr 97 ha.

## Wein
Die Weine sind neutral im Geruch und Geschmack, aber vollmundig, extraktreich und fruchtig.